# Тускарора Тауншип (округ Перрі, Пенсільванія)
Тускарора Тауншип (англ. Tuscarora Township) — селище (англ. township) в США, в окрузі Перрі штату Пенсільванія. Населення — 1313 особи (2020).

## Демографія
Згідно з переписом 2010 року, у селищі мешкало 1189 осіб у 463 домогосподарствах у складі 343 родин. Було 577 помешкань
Расовий склад населення:
| - 97,2 % — білих - 0,7 % — азіатів - 0,4 % — корінних американців - 0,2 % — чорних або афроамериканців - 1,0 % — осіб інших рас |

До двох чи більше рас належало 0,5 %. Частка іспаномовних становила 1,9 % від усіх жителів.
За віковим діапазоном населення розподілялося таким чином: 24,1 % — особи молодші 18 років, 61,4 % — особи у віці 18—64 років, 14,5 % — особи у віці 65 років та старші. Медіана віку мешканця становила 42,7 року. На 100 осіб жіночої статі у селищі припадало 101,5 чоловіків;  на 100 жінок у віці від 18 років та старших — 97,8 чоловіків також старших 18 років.
Середній дохід на одне домашнє господарство  становив 93 653 долари США (медіана — 58 661), а середній дохід на одну сім'ю — 108 254 долари (медіана — 67 222). Медіана доходів становила 40 521 долар для чоловіків та 45 536 доларів для жінок. За межею бідності перебувало 7,4 % осіб, у тому числі 7,0 % дітей у віці до 18 років та 8,3 % осіб у віці 65 років та старших.
Цивільне працевлаштоване населення становило 559 осіб. Основні галузі зайнятості: освіта, охорона здоров'я та соціальна допомога — 16,5 %, роздрібна торгівля — 15,2 %, виробництво — 13,4 %.